# Brand Design
Unter Brand Design versteht man die Übersetzung der Vision, Unternehmenskultur, Positionierung und des strategischen Konzeptes einer Marke in ein visuelles Erscheinungsbild.
Hauptziel der Markenführung ist es, die eigene Leistung vom Angebot der Wettbewerber abzugrenzen und sich über die eigenen Produkte oder Dienstleistungen spürbar von den Mitbewerbern zu unterscheiden. Brand Design macht diese Arbeit sichtbar und vermittelt dies durch gestalterische Maßnahmen. Zentrales Element bildet dabei immer das Logo. Ein Logo kann aus einem oder mehreren Buchstaben, oder aus einer Kombination von Buchstaben und Bildelementen bestehen.

## Konstante Wahrnehmung einer Marke
Neben dem Logo werden alle Gestaltungsaspekte genutzt, welche den typischen Marken-Charakter über ein mit den Sinnen wahrnehmbares Marken-Äußeres darstellen können.

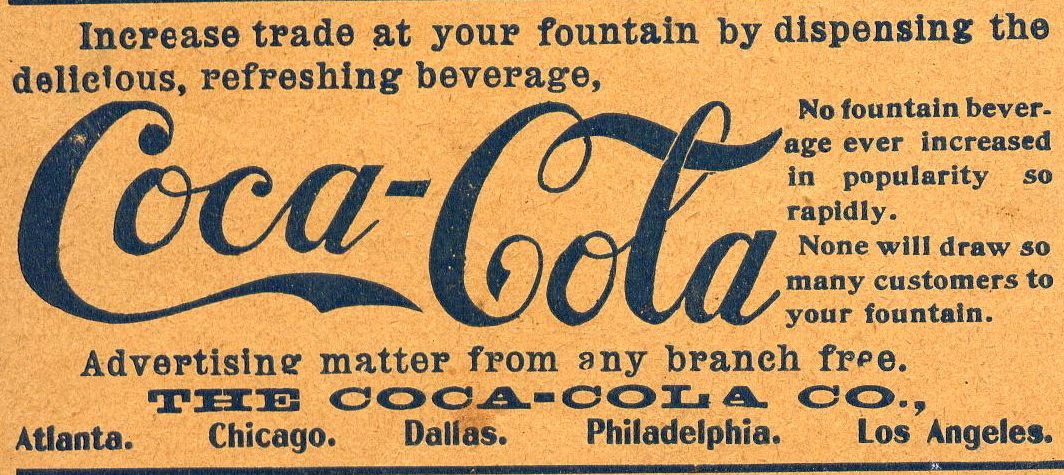
Coca-Cola-Schriftzug, 1900

Grundlegende Elemente sind  Bildzeichen, Typografie, Farben und sprachliche, akustische, olfaktorische und haptische Signale, die dem Rezipienten ein konstantes, wiedererkennbares und reproduzierbares Bild einer Marke kommunizieren.
Ein allgemein bekanntes Brand Design ist der Coca-Cola-Schriftzug auf rotem Hintergrund. Der geschwungene Schriftzug wurde 1887 zum ersten Mal als Brand Design für die Limonade angewendet. Bis heute werden die grafischen Hauptmerkmale genutzt, womit die gleichbleibende Wahrnehmung der Marke erhalten bleibt.

## Brand Design und Corporate Design
Unter Corporate Design versteht man die Gestaltung von Erscheinungsbildern eines Unternehmens.
Das Aufgabenfeld des Brand Designs ähnelt stark dem Corporate Design, weil auch Unternehmen mitunter als Marken gelten können. Allerdings können Unternehmen selbst ihrerseits Marken führen. Darum ist hier eine Differenzierung durch den Begriff Brand Design nötig.

## Brand Design Studium
Einen Bachelor-Studiengang für Brand Design gibt es europaweit nur an der Brand University of Applied Sciences in Hamburg sowie an der HAWK Gestaltung - Hochschule für angewandte Wissenschaft und Kunst in Hildesheim unter dem Kompetenzfeld: Branding Design. Daneben existiert ein Master-Studiengang für Creative Communication & Brand Management an der Hochschule Pforzheim.